# Fodby Gymnastikforening
Fodby Gymnastikforening (forkortet Fodby GF eller FG) er en dansk idrætsforening i Fodby, beliggende godt seks kilometer udenfor Næstved. Idrætsforeningen har gymnastik, badminton og fodbold på programmet. Klubbens fodboldafdeling, bestående af både en senior- samt ungdomsafdeling, ligger i de lavere rangerende serier under Sjællands Boldspil-Union (SBU) og er derigennem medlem af Dansk Boldspil-Union (DBU).

## Klubbens historie
Gymnastikforeningen blev stiftet den 23. oktober 1905.
I 2008 blev klubbens kamp- og træningsanlæg renoveret for op mod en million kroner. Fodby GF står nu tilbage med et af Sydsjællands mest moderne anlæg.[kilde mangler] I forbindelse med klubbens 2008-sæson (foråret), hvor man gennem to førstepladser i henholdsvis serie 5 og serie 4, sikrede sig chancen for igennem kvalifikationsspil i foråret '09, at kvalificere sig til Serie 3, for første gang i klubbens historie. Undervejs sikrede Fodby GF sig en klubrekord, da man i en af sæsonens kampe sejrede med ikke mindre end 25-0.

## Genoprettet senior afdeling i Fodby
Efter flere magre år med en lav tilslutning til seniorfordbold i Fodby, blev der i år genoprettet en senior afdeling med et enkelt hold startende i serie 5. Med et par store ildsjæle og mange frivillige er dette forløbet over al forventning og med de rette rammer omkring Margrethe Skolen, også kaldet Fodbynello, oplever klubben konstant en tilgang seniorspillere.

## Ekstern kilde/henvisning
- Fodby GFs officielle hjemmeside (Webside ikke længere tilgængelig)

| Fodbold | Spire Denne artikel om en dansk fodboldklub er en spire som bør udbygges. Du er velkommen til at hjælpe Wikipedia ved at udvide den. |